# Ramón de Altarriba
Ramón de Altarriba y Villanueva, barón de Sangarrén (Bayona, Francia, 30 de agosto de 1841-Madrid, 1 de abril de 1906) fue un militar y político carlista español.

## Biografía
Nacido en Francia, era el segundo hijo del conde de Robres, que se había exiliado con su familia tras la primera guerra carlista por lealtad a la causa legitimista. Su padre merecería también la estimación de Carlos VI, sucesor de Carlos María Isidro.
Pertenecía a una de las familias de más ilustre prosapia del antiguo reino de Aragón. Era primo segundo del duque de Veragua, y como éste, era descendiente de Cristóbal Colón. Por línea materna descendía también de Pedro de Atarés, candidato que fue a la Corona de Aragón a la muerte de Alfonso el Batallador.
El barón de Sangarrén formó en las filas del ejército español en la guerra de África, donde ganó la Cruz de San Fernando y el empleo de teniente, contando a la sazón 18 años de edad.
Casó con Basilia María de la Blanca Porcel y Guirior, VII Marquesa de San Millán y VII Marquesa de Villa Alegre.

### Tercera guerra carlista
Tras la revolución de 1868, pidió y obtuvo la licencia absoluta en el Ejército, ofreciendo desde entonces sus servicios a Don Carlos de Borbón y Austria-Este. Comenzada la guerra, demostró sus conocimientos tácticos mandando un batallón de voluntarios carlistas, con cuya fuerza solamente limpió de enemigos, en muy poco tiempo, el distrito de Durango.
Su batallón se encontró en casi todas las operaciones importantes de las Provincias Vascongadas y Navarra, y en todas las órdenes del día se hizo especial mención de él.
Mandó luego con el empleo de coronel la primera brigada del Vizcaya, y con ella operó sobre la parte de Somorrostro, extendiendo después su acción desde las Arenas a Portugalete, obteniendo la honra de contribuir de un modo inmediato a la rendición del batallón de Segorbe.
Se encontró en varias de las acciones libradas a la vista de Bilbao, en la toma del fuerte de Delmas y ocupación durante la noche del campo de Volantín.
Nombrado comandante general del Alto Aragón, y primer Jefe del batallón de Almogáveres, organizó, uniformó e instruyó aquella fuerza y asistió a las acciones del Carrascal, Echauri, Lumbier, etc., y cuando en la última acción de Navarra se rindió Montejurra, mandaba fuerzas de distintos cuerpos de ejército, que salvó del pánico y desbandada que ocasionó la inesperada rendición, y con ellas se incorporó a la fuerza de Lizárraga. En la acción de Montemuro o de Abárzuza, se dio orden para que durante tres días se hiciese mención del comportamiento de su fuerza.
El barón de Sagarrén era Maestrante de la Real de Caballería de Zaragoza y adornaron su pecho las medallas de Vizcaya, Montejurra, Carlos VII, la cruz roja del Mérito Militar, la de San Fernando y la de África.
Una denuncia, que resultó injustificada, fue motivo de que al final de la guerra se instruyera sumaria contra él, más depurados los hechos, no sólo fue absuelto, sino que el consejo de guerra mandó que la sentencia dictada en su favor viera la luz en El Cuartel Real y se hiciera pública en la orden del día.
Poco después recibió el despacho de brigadier. Fue gentilhombre y ayudante de Don Carlos.

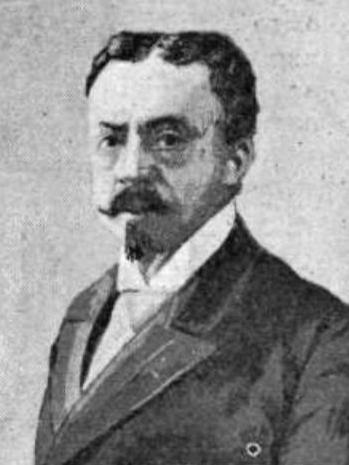
Ramón de Altarriba a finales del.

### Diputado carlista
Concluida la guerra, levantó en Guipúzcoa el espíritu carlista, presentando su candidatura acompañada de un manifiesto, por el que se le quiso procesar, aunque a ello se negaron las Cortes. Ocupó en dos ocasiones los escaños del Congreso como diputado único de la Comunión Tradicionalista, siendo elegido en las elecciones de 1879 y 1886 por el distrito guipuzcoano de Azpeitia. 
Según Francisco de Paula Oller, logró fijar la atención de todos los partidos políticos de España en una solemne declaración que hizo en la sesión del 11 de junio de 1886, tras prometer su cargo de diputado, en la que manifestó que había hecho promesa —aunque no juramento— de manera obligada, y que esa promesa no le obligaba a dejar de ser tradicionalista. Según sus propias palabras, a esto último no estaba dispuesto a renunciar «ni por el honor para mí muy estimable de sentarme entre vosotros, ni por todos los honores y ventajas del mundo». En la misma intervención defendió los derechos de Carlos VII y la ilegalidad con que se había promulgado la Pragmática Sanción.
Posteriormente intentó sin éxito ser elegido diputado a Cortes por Alcañiz y por Santo Domingo de la Calzada.
En la última etapa de su vida cooperó para fomentar el carlismo en círculos, en propaganda y en contiendas electorales. Fue jefe regional carlista de Castilla la Vieja y puso su prestigio y su nombre al servicio de la causa tradicionalista.
Según el diario carlista El Correo Español, por gritar «¡Viva España!» fue encarcelado en 1898 por el gobernador Alberto Aguilera, y por la causa carlista estuvo preso en Bilbao en 1900.
En su necrología, el citado periódico dijo de él:

Era un gran corazón, un carácter bondadosísimo que se hacía querer de cuantos le conocían. Su generosidad no tenía limites, y á la distinción propia de su noble cuna unía una llaneza encantadora en su trato, lo mismo con los grandes que con los humildes.